# Pedro Manuel Benítez Arpolda
Pedro Benítez (12 de gener de 1901 - 31 de gener de 1974) fou un futbolista paraguaià.

## Selecció del Paraguai
Va formar part de l'equip paraguaià a la Copa del Món de 1930.